# شاهک‌ها
شاهک‌ها (نام علمی: Bassarona) نام یک سرده از زیرخانواده دریابدها است.